# Soutra de l'Éveil parfait

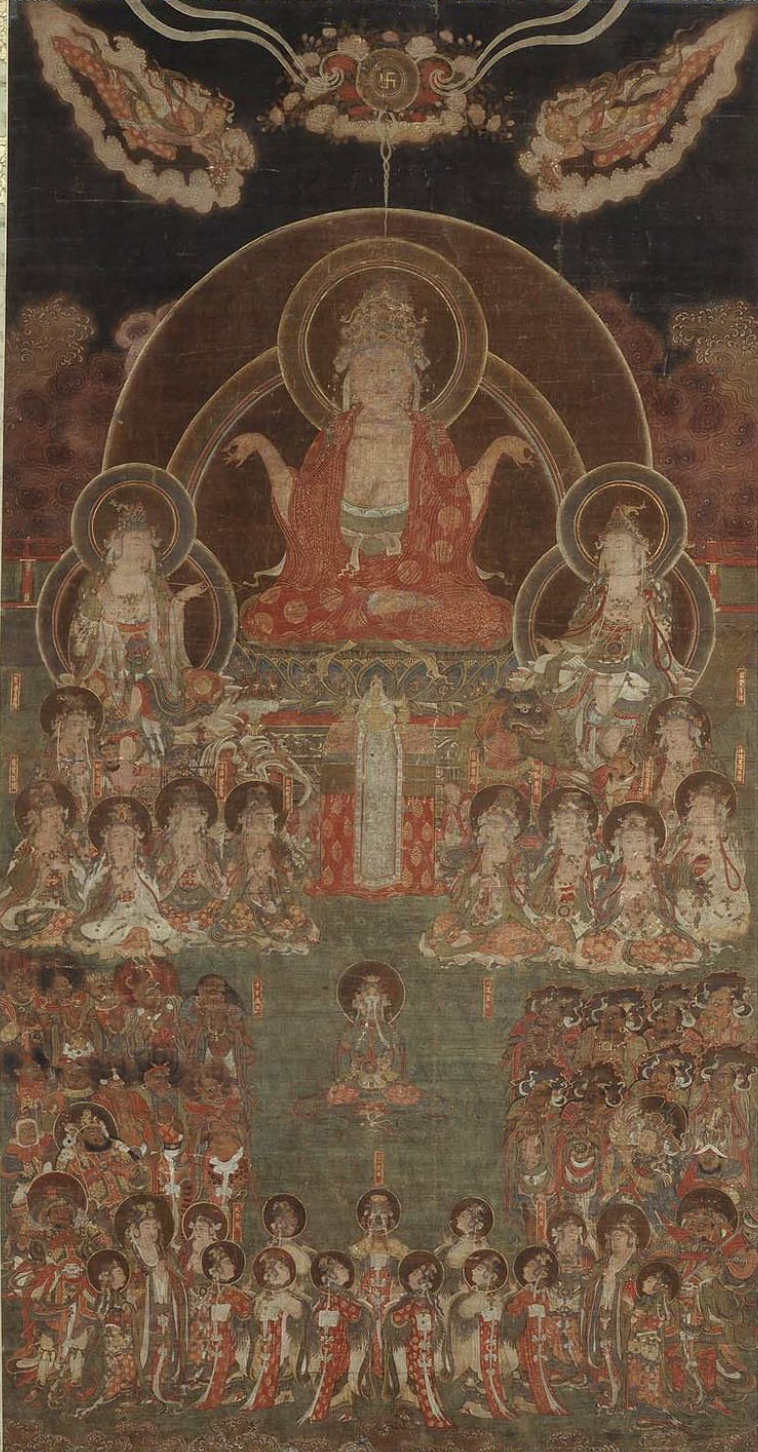
Illustration du soutra (Corée, XIVe siècle).

Le Soutra de l'Éveil parfait est un important soutra apocryphe du bouddhisme mahāyāna, particulièrement apprécié par l'école du Dhyāna (Chan en chinois et Zen en japonais) et l'école Huayan (Avatamsaka). Son titre complet est Grand et Vaste Soutra du Sens ultime de l'Éveil parfait. 

## Titre
Longtemps présenté comme étant traduit du sanskrit en chinois par le moine bouddhiste cachemirien Buddhatrāta en 693 (長壽二年) au Temple du Cheval blanc à Luoyang, il est à aujourd'hui plutôt considéré comme un apocryphe. Le titre en sanskrit est Mahāvaipulya pūrṇabuddhasūtra prassanārtha sūtra, et en chinois Dà fāngguăng yuánjué xiūduōluó liǎoyì jīng《大方廣圓覺修多羅了義經，simplifié en Yuánjué jīng《圓覺經.

## Contenu
Ce soutra se compose de douze chapitres dans lesquels le Bouddha Shâkyamouni répond aux questions des douze grands bodhisattvas (Mahâsattvas): Mañjuśrī, Samantabhadra, Samantacakṣu, Vajragarbha, Maitreya, Śuddhamati, Prabhāveśvara, Vibhāgasvara, Sarvanivarana-Vishkambhin, Samantabodhi, Pūrṇabodhi, Bhadrakuśalaśīrṣa. 
Il y a une centaine de commentaires influents sur ce soutra, en particulier une quinzaine dus à Guifeng Zongmi (圭峰宗密 780 - 841), cinquième patriarche de l'école Huayan, qui eut une illumination en lisant ce soutra. Même un célèbre représentant du confucianisme comme  Zhu Xi (朱熹 1130 - 1200)  le  cite à plusieurs reprises. Le commentaire de Hanshan Deqing (憨山德清 1546 - 1623) de l'époque des Ming est aussi très connu. Celui de Nan Huaijin 南懷瑾 au XXe siècle est d'une importance non négligeable. 

## Traductions
- Soûtra de l'Eveil parfait et Traité de la Naissance de la foi dans le Grand Véhicule  (traduction, introduction et notes par Catherine Despeux), Paris, Fayard, 2005, 197 p. (ISBN 978-2-213-62606-2), p. 33-99
- (en) The Sūtra of Perfect Enlightenment: Korean Buddhism's Guide to Meditation  (translated and with an introduction by A. Charles Muller), Albany, SUNY Press, 1999, 250 p. (ISBN 978-0-791-44101-5, lire en ligne)
- (en) Peter N. Gregory (translation + introduction), « The Sutra of Perfect Enlightenment », dans Apocryphal Scriptures, Berkeley, Numata Center for Buddhist Translation and Research, 2005, xi + 158 (ISBN 1-886-43929-X, lire en ligne), p. 43-117